# Schismatoglottis penangensis
Schismatoglottis penangensis är en kallaväxtart som beskrevs av Adolf Engler. Schismatoglottis penangensis ingår i släktet Schismatoglottis och familjen kallaväxter. Inga underarter finns listade.